# Hülsen (Adelsgeschlecht)

Stammwappen derer von Hülsen

Hülsen ist der Name eines ursprünglich friesischen Uradelsgeschlechts, das im 16. Jahrhundert in Ostpreußen einwanderte.

## Herkunft und Geschichte
Das Geschlecht erscheint urkundlich erstmals im Jahr 1243 mit dem miles (Ritter) Johannes de Ulsen. Die Stammreihe beginnt im 15. Jahrhundert mit Karl von Hülsen. Dessen Enkel Georg von Hülsen lässt sich Anfang des 16. Jahrhunderts in Ostpreußen nieder.
Das Geschlecht wurde am 29. Januar 1800 (für die Brüder Georg Friedrich von Hülsen, Herr auf Arensdorf in Ostpreußen, Bernhard Wilhelm von Hülsen, Herr auf Wesselshöfen in Ostpreußen und Ernst Ludwig von Hülsen, Herr auf Dösen in Ostpreußen) in den erblichen preußischen Grafenstand erhoben. Eine weitere Grafung (Primogenitur) erfolgte am 10. September 1840 für Gustav von Hülsen, Herr auf Wiese in Ostpreußen. Schließlich wurden noch Dietrich von Hülsen-Haeseler, Flügeladjutant, (Primogenitur) am 12. Februar 1894, Georg von Hülsen, preußischer Kammerherr und Generalintendant der königlichen Schauspiele am 27. Januar 1909 und Botho von Hülsen am 14. November 1910 in den preußischen Grafenstand erhoben.

## Wappen
Das Stammwappen zeigt in Gold drei (2:1) grüne Stechpalmenblätter. Auf dem Helm mit grün-goldenen Decken die Blätter zwischen offenem schwarzem Flug.
Das mit dem Stammwappen als Herzschild belegte Wappen von 1894 und 1909 ist geviert: 1 in Gold ein mit den Sachsen einwärts gekehrter schwarzer Adlerflügel, 2 in Silber zwei geschrägte Standarten an goldenen Lanzenschäften mit je einer goldbefransten, rechts roten, links blauen Fahne, darin in silberner Scheibe ein schwarzer Adler, 3 in Silber ein gekrönter, goldbewehrter, rotbezungter schwarzer Adler, 4 in Gold das königliche bekrönte, rot-gold-berandete silberne Stiftskreuz des ehemaligen Kollegialstiftes Beatae Mariae Virginis in Halberstadt mit preußischem Adler im Medaillon. Drei Helme mit schwarzen Decken, auf dem rechten und linken einwärts gekehrt der Adler wachsend (ohne Flügel), auf dem mittleren zwischen offenem schwarzem Adlerfluge die drei Stechpalmemblätter. Schildhalter: Zwei einwärtssehende, um Haupt und Lenden mit Eichenblättern bekränzte wilde Männer, in der rechten bzw. linken Hand eine Keule haltend.

## Bekannte Familienmitglieder
- Johann Salomon von Hülsen (1650–1713), preußischer Generalmajor
- Johann Dietrich von Hülsen (1693–1767), preußischer Generalleutnant
- Bernhard Friedrich von Hülsen, 1756 Chef des Königsberger Land-Regiment KL
- Hans von Hülsen (General) (1776–1849), preußischer Generalmajor
- Kasimir von Hülsen (1778–1858), preußischer Generalmajor
- August von Hülsen (1779–1858), preußischer Generalmajor
- Botho von Hülsen (1815–1886), preußischer Theaterintendant
- Dietrich von Hülsen-Haeseler (1852–1908), preußischer General der Infanterie
- Georg von Hülsen (1858–1922), preußischer Kammerherr und Theaterintendant
- Walter von Hülsen (1863–1947), deutscher General der Infanterie, Ritter des Ordens Pour le Mérite
- Bernhard von Hülsen (1865–1950), deutscher Generalleutnant
- Ernst von Hülsen (1875–1950), Oberpräsident, Kurator und Ehrensenator der Universität Marburg
- Hans von Hülsen (1890–1968), deutscher Schriftsteller
- Botho von Hülsen (1895–1980), deutscher Generalleutnant
- Heinrich-Hermann von Hülsen (1895–1982), deutscher Generalmajor
- Dietrich von Hülsen (1941–2019), Generaldirektor des Europäischen Stahlverbands, Kommendator des Johanniterordens